# Makeni

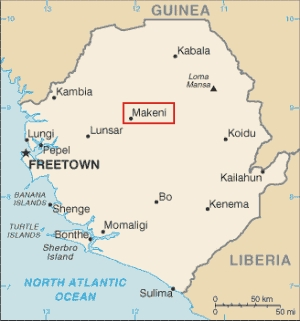
Położenie Makeni na mapie kraju

Makeni – miasto w środkowej części Sierra Leone przy drodze z Freetown do Koidu. Stolica Prowincji Północnej. Czwarte co do wielkości miasto kraju.
Liczy 112 489 mieszkańców (2012). Znajduje się tam ośrodek handlowy. Do czasu wojny domowej miasto było również ośrodkiem religijnym, ze względu na znany meczet. W czasie konfliktu stał się on bazą Zjednoczonego Frontu Rewolucyjnego.